# Гомес де ла Маса, Мануэль
Мануэ́ль Го́мес де ла Ма́са-и-Химе́нес (исп. Manuel Gómez de la Maza y Jiménez, 1867—1916) — кубинский ботаник, по большей части фитогеограф.

## Биография
Мануэль Гомес родился 10 мая 1867 года в Гаване. Учился в Гаванском университете, в 1887 году окончил его со степенью доктора медицины и естественных наук.
Несколько лет Гомес де ла Маса работал профессором кафедры ботаники и фитогеографии в Гаванском университете. Помимо фитогеографических исследований Мануэль Гомес также занимался сбором биографических и библиографических данных, составлением списков синонимов растений, написанием критических статей и рецензий в научных журналах. Также Гомес был директором ботанической секции Общества естественных наук имени Фелипе Поэя.
Гомес де ла Маса — едва ли не единственный кубинский ботаник, получивший известность в научном мире Европы. Он вёл переписку с берлинским профессором Игнацем Урбаном, часто ссылавшимся на его работы  своих монографиях флоры Антил.
26 января 1916 года Мануэль Гомес-и-Хименес скоропостижно скончался в Гаване, оставив множество неоконченных рукописей.

## Некоторые научные работы
- Gómez de la Maza, M. Diccionario botánico de los nombres vulgares Cubanos y Puerto-Riqueños. — Habana, 1889. — 115 p.
- Gómez de la Maza, M. Catálogo de les periantiadas cubanas, espontáneas y cultivadas. — Madrid, 1890—1895.
- Gómez de la Maza, M. Nociones de botánica sistemática. — Habana, 1893. — 116 p.
- Gómez de la Maza, M. Flora habanera. Fanerógamas. — Habana, 1897. — 597 p.
- Gómez de la Maza, M.; Roig y Mesa, J.T. Flora de Cuba. — Habana, 1914. — 182 p.

## Роды и некоторые виды растений, названные в честь М. Гомеса
- Mazaea Krug & Urb., 1897
- Anastraphia gomezii León, 1944 [≡ Gochnatia gomezii (León) Jervis & Alain, 1960]